# 幽王陵
幽王陵中国周幽王陵墓，位于陕西省临潼区代王镇宋家村。墓呈圆丘形，底面直径28米，现高6米。墓前立“周幽王墓”石碑一通。碑高1米，宽0.6米，厚0.08米。